# Din Matamoro
Eduardo Manuel Matamoro Irago, conocido artísticamente como Din Matamoro (Vigo, 1958) es un pintor español.

## Trayectoria
En la primera mitad de los años 80 llamaba la atención por la facilidad de sus dibujos, dominados por un carácter expresivo y un marcado sentido del ritmo. Después llegaron cuadros donde la materia se acopiaba de multitud de elementos, creados en diferentes capas superpuestas. Estancias en Nueva York y Roma introdujeron conceptos nuevos: una visión irónica de su oficio, una valoración de lo fragmentario e iconos próximos al cómic o al grafiti.